# Pogonopoma wertheimeri
Pogonopoma wertheimeri är en fiskart som först beskrevs av Steindachner, 1867.  Pogonopoma wertheimeri ingår i släktet Pogonopoma och familjen Loricariidae. Inga underarter finns listade i Catalogue of Life.